# Episodi di Criminal Minds (quinta stagione)
La quinta stagione della serie televisiva Criminal Minds negli Stati Uniti è stata trasmessa dal 23 settembre 2009 al 26 maggio 2010 sul network CBS, ottenendo un'audience media di 13.695.000 telespettatori, risultando così una delle serie tv più seguite della stagione televisiva statunitense.
In Italia è stata trasmessa da Fox Crime dal 29 gennaio al 2 luglio 2010 e in chiaro da Rai 2 in due parti: i primi 17 episodi dal 17 settembre 2010 al 10 dicembre 2010, mentre i restanti 6 dal 5 marzo 2011 al 2 aprile 2011.
| nº | Titolo originale        | Titolo italiano              | Prima TV USA      | Prima TV Italia  |
| -- | ----------------------- | ---------------------------- | ----------------- | ---------------- |
| 1  | Nameless, Faceless      | Senza nome, senza volto      | 23 settembre 2009 | 29 gennaio 2010  |
| 2  | Haunted                 | Il trauma della memoria      | 30 settembre 2009 | 5 febbraio 2010  |
| 3  | Reckoner                | Il pianificatore             | 7 ottobre 2009    | 12 febbraio 2010 |
| 4  | Hopeless                | Violenza pura                | 14 ottobre 2009   | 19 febbraio 2010 |
| 5  | Cradle to Grave         | Un terribile giro di giostra | 21 ottobre 2009   | 26 febbraio 2010 |
| 6  | The Eyes Have It        | L'enucleatore                | 4 novembre 2009   | 5 marzo 2010     |
| 7  | The Performer           | La musica del sangue         | 11 novembre 2009  | 12 marzo 2010    |
| 8  | Outfoxed                | Caccia alla volpe            | 18 novembre 2009  | 19 marzo 2010    |
| 9  | 100                     | 100                          | 25 novembre 2009  | 26 marzo 2010    |
| 10 | The Slave of Duty       | Schiavo del dovere           | 9 dicembre 2009   | 2 aprile 2010    |
| 11 | Retaliation             | Vendetta incrociata          | 16 dicembre 2009  | 9 aprile 2010    |
| 12 | The Uncanny Valley      | Il gioco continua            | 13 gennaio 2010   | 16 aprile 2010   |
| 13 | Risky Business          | Giochi pericolosi            | 20 gennaio 2010   | 21 maggio 2010   |
| 14 | Parasite                | La rete dell'inganno         | 3 febbraio 2010   | 23 aprile 2010   |
| 15 | Public Enemy            | Nemico pubblico              | 10 febbraio 2010  | 30 aprile 2010   |
| 16 | Mosley Lane             | Mosley Lane                  | 3 marzo 2010      | 7 maggio 2010    |
| 17 | Solitary Man            | Il Re solitario              | 10 marzo 2010     | 14 maggio 2010   |
| 18 | The Fight               | Fino alla morte              | 7 aprile 2010     | 28 maggio 2010   |
| 19 | A Rite of Passage       | Caccia all'uomo              | 14 aprile 2010    | 4 giugno 2010    |
| 20 | …A Thousands Words      | Il male dipinto              | 5 maggio 2010     | 11 giugno 2010   |
| 21 | Exit Wounds             | Sindrome abbandonica         | 12 maggio 2010    | 18 giugno 2010   |
| 22 | The Internet Is Forever | Morte online                 | 19 maggio 2010    | 25 giugno 2010   |
| 23 | Our Darkest Hour        | Il principe delle tenebre    | 26 maggio 2010    | 2 luglio 2010    |

## Senza nome, senza volto
- Titolo originale: Nameless, Faceless
- Diretto da: Charles S. Carroll
- Scritto da: Chris Mundy

### Trama
La squadra viene chiamata a indagare sul caso di un uomo che minaccia un dottore, tenendo sotto controllo suo figlio: se quest'ultimo non si fosse comportato normalmente, l'assassino avrebbe ucciso una persona al giorno. Dopo le prime vittime, la polizia del luogo chiama la BAU e si organizza per proteggere il dottore e suo figlio. Nel frattempo, alla squadra manca Hotch che è stato raggiunto in casa dal Mietitore alla fine della stagione precedente.
Preoccupata per la sua mancanza, e per il fatto che il ritardo non è nella natura del loro capo, Prentiss va a casa di Hotchner. Qui scopre che l'uomo è stato rapito e vi sono tracce di intrusione e di sangue, oltre che un grosso buco in una parete. Prentiss deciderà quindi di occuparsi da sola di Hotchner, sostenuta a distanza da Garcia e Reid, mentre gli altri si continueranno a occupare del caso senza sapere nulla di quanto accaduto al loro capo. 
Intanto, il figlio del dottore ha ascoltato i discorsi della BAU con suo padre e ha deciso di tornare a scuola per non far morire più nessuno. La squadra si mette d'accordo con la preside per controllarlo a vista. Nel frattempo, Reid e il dottore - rimasti in casa - iniziano a indagare sulle cartelle cliniche del dottore, alla ricerca di un caso particolare che potrebbe aver spinto qualcuno a vendicarsi di lui. Il dottore ricorderà il particolare caso di un ragazzo, morto ancora prima di arrivare in ospedale, il cui padre se l'era presa con lui in quanto non aveva neanche provato a operarlo. Preso atto della cosa, Reid e il dottore si preparano per andare a prendere il figlio di quest'ultimo a scuola; Reid intuisce che il vero bersaglio possa essere il dottore stesso e, infatti, riesce a salvarlo appena in tempo da uno sparo, venendo ferito alla gamba ma sparando all'assassino. 
Nel frattempo, nel quartier generale in Virginia Garcia ricerca Hotchner in tutti gli ospedali della zona e lo trova, incosciente ma vivo. Quando tutti, compresa la squadra di ritorno dal caso, riesce a raggiungerlo Hotchner spiega cosa è accaduto e scopre che il Mietitore ha preso l'indirizzo di casa della sua famiglia. Hailey e Jack vengono salvati e posti sotto protezione testimoni, Hotchner ricorda quanto accaduto (la vera e propria tortura a cui l'ha sottoposto il Mietitore, che lo ha pugnalato più volte da cosciente), dopo questo Hotch viene mandato in ferie per un mese.

### Soggetto Ignoto
Il padre del ragazzo morto in ospedale, Patrick Meyers

### Citazioni
- Karl Kraus ha detto: "Un uomo debole ha dei dubbi prima di una decisione, un uomo forte li ha dopo". (David Rossi)

## Il trauma della memoria
- Titolo originale: Haunted
- Diretto da: Jon Cassar
- Scritto da: Erica Messer

### Trama
Un uomo, visibilmente disturbato e pieno di tic, entra in una farmacia a Louisville, Kentucky, per comprare dei medicinali. Quando non li ottiene perché ha la ricetta scaduta, va in escandescenze e, quando uno scaffalista e altri clienti della farmacia cercano di fermarlo, l'uomo li colpisce con un oggetto affilato. In tutto uccide tre persone e ne ferisce due. L'unità viene chiamata a collaborare col caso, anche con i dubbi di Morgan per il ritorno troppo anticipato del loro capo: teme che 34 giorni siano troppo pochi e che Hotchner possa soffrire di Disturbo da Stress Post-Traumatico, mentre Rossi lo rassicura e dice che devono fidarsi di loro. Prentiss va a prendere Hotch e, insieme a un Reid ancora ferito, partono per il caso. L'analisi del profilo dimostra che l'uomo è uno psicotico in crollo, che non prendeva più le sue medicine da più di un mese perché lo psichiatra aveva giudicato sicuro smettere la terapia. L'uomo va proprio dal suo dottore, alla ricerca di medicinali, e quando viene toccato reagisce negativamente uccidendo sia lui che un altro paziente.
Hotchner prende molto negativamente la cosa, prendendosela con tutti e dimostrando di non essere più equilibrato come un tempo. Nonostante tutto, le indagini continuano e la BAU scopre la vera identità dell'uomo e la mancanza di un passato dichiarato, chiaramente che nasconde qualcosa. Durante le indagini, l'unità approda a un uomo, chiamato Tommy, che racconta di un rapimento avvenuto quando aveva 12 anni e dell'aiuto che un bambino turbato di 6 anni gli aveva dato. Capiscono quindi che il bambino è il loro SI e che sta ripercorrendo tutte le tappe importanti del suo passato, compreso l'orfanotrofio dove si trovava - e dal quale rapisce un ragazzino, scambiandolo per il suo amico Tommy - e la vecchia casa di suo padre, un pedofilo che lo sfruttava per rapire e seppellire bambini. 
Lo scopo del SI, quindi, era quello di tornare a casa ed avere risposte da suo padre sul perché di tanti rapimenti e sulla sua identità. Senza rispettare il protocollo, Hotchner irrompe nella casa da solo e non armato e riesce a convincere l'SI a liberare l'ostaggio, ma non a salvare suo padre. 
L'SI verrà arrestato e sarà in pace, ma il comportamento pericoloso e sconsiderato di Hotch verrà mal visto da Morgan che discuterà ancora una volta con Rossi, sottolineando come Hotchner adesso non abbia più nulla da perdere e potrebbe gettarsi nelle cose a capofitto, nel tentativo di "far perdere" il Mietitore (che, invece, considera una vittoria il fatto che Hotch sia vivo e soffra a causa sua).

### Soggetto Ignoto
Il figlio dell'assassino di Hollow Creek, Darrin Call

### Citazioni
- Emily Dickinson ha scritto: "Non è necessario essere una stanza o una casa per essere stregata. Il cervello ha corridoi che vanno oltre gli spazi materiali". (Aaron Hotchner)
- "Non esistono testimoni tanto terribili, né accusatori tanto implacabili quanto la coscienza che abita nell'animo di ciascuno". Polibio (Aaron Hotchner)

## Il pianificatore
- Titolo originale: Reckoner
- Diretto da: Karen Gaviola
- Scritto da: Dan Dworkin e Jay Beattie

### Trama
Il team investiga su un caso nella città natale di Rossi, Long Island, che riguarda sia la sua vita personale che quella professionale. Vengono trovati diversi cadaveri di uomini e donne mutilati o lasciati morire di fame. Si scopre che i killer sono due, un pianificatore e un esecutore. Il pianificatore vuole vendicare delle vittime di stupro o negligenza, i cui aggressori non erano stati processati. Il team scopre che l'esecutore è un semplice sicario, mentre il pianificatore è un giudice, vedovo e malato terminale di cancro, che voleva fare giustizia per quei crimini che nessuno aveva giudicato. La sua penultima vittima è proprio l'uomo che, ubriaco al volante, aveva causato la morte di sua moglie Emma, vecchia amica di David Rossi. L'ultima è il giudice stesso, mentre viene scortato dalla sede dell'FBI verso la prigione. Inoltre, durante le indagini Rossi sarà costretto a rivivere alcuni ricordi del suo vissuto nella sua città natale ed a chiedere aiuto a un suo vecchio amico, il quale resterà anch’esso vittima del sicario.
Il sicario verrà infine ucciso da un tale, amico e “figliastro” dell’amico di Rossi, il quale voleva rivendicare proprio la sua morte.

### Soggetto Ignoto
Il sicario Tony Mecacci, alias Bosola, assoldato dal giudice Schuller

### Citazioni
- "La giustizia senza forza è impotente. La forza senza giustizia è tirannica". Blaise Pascal (David Rossi)
- "Ho sempre pensato che la pietà porti frutti più ricchi della mera giustizia". Abramo Lincoln (David Rossi)

## Violenza pura
- Titolo originale: Hopeless
- Diretto da: Félix Alcalá
- Scritto da: Chris Mundy

### Trama
L'uccisione di due coppie all'interno di una casa borghese, porta la squadra in un quartiere in piena riqualificazione urbana e, come tale, pieno di cantieri. Le quattro vittime sono state sfigurate in modo molto violento con un oggetto contundente e le difficoltà che il quartiere sta vivendo dirotta la BAU verso le classi sociali meno agiate e più in difficoltà. Infatti, la riqualificazione del quartiere sta spingendo le persone più povere verso le periferie ed è proprio su questa categoria che si spingono le ricerche. Tuttavia, l'uccisione violenta di altre due persone non simbolicamente collegate al quartiere porta l'unità a sviluppare un profilo diverso, meno legato alle faccende del quartiere e più interessato invece alla violenza pura. Morgan nota che, considerando il modo in cui le vittime sono state uccise, si deve trattare per forza di più SI, esperti in quello che fanno e che passano inosservati nel quartiere. Considerando i numerosi cantieri aperti, le indagini si spostano sui lavoratori stagionali e sulle probabili vittime primarie, che hanno consentito loro di allenarsi. Trovano la prima vittima murata in una casa rifatta da poco, così capiscono che i tre sono dei costruttori e scoprono che vivono insieme. Irrompono, quindi, al loro indirizzo arrestandone uno. Gli altri due sono nascosti in un cantiere e decidono di farsi uccidere dalla polizia, fingendo di essere armati.
Hotchner e gli altri decidono di non intervenire, soprattutto per tranquillizzare la polizia locale con la quale c'era stato qualche screzio. Morgan, che ha preso la cosa sul personale in quanto la sorella di una delle vittime ha chiesto il suo appoggio psicologico, esita ma poi segue gli altri.
La puntata si chiude con Morgan che va dalla sorella della vittima a darle la buona notizia.

### Soggetto Ignoto
Gli operai J. Turner, C. Vincent e J.R. Baker

### Citazioni
- Kingman Brewster Jr. ha detto: "Non c'è speranza duratura nella violenza, solo un temporaneo sollievo dalla disperazione". (Derek Morgan)
- William Shakespeare ha scritto: "Queste gioie violente hanno fini violente". (Derek Morgan)

## Un terribile giro di giostra
- Titolo originale: Cradle To Grave
- Diretto da: Rob Spera
- Scritto da: Breen Frazier

### Trama
L'unità si sposta in Nuovo Messico per occuparsi di un caso molto strano: l'SI rapisce e stupra giovani donne bionde, ma poi le abbandona senza riguardi e senza che ci siano segni evidenti di sadismo sessuale, anche se lo stupro lo richiederebbe. Analizzando le vittime, si scopre che le donne avevano tutte partorito e tutto avevano in circolo medicine e ormoni della gravidanza. La BAU sospetta che l'uomo rivenda i bambini al mercato nero, soprattutto quando scopre che i più pagati sono quelli "modello norvegese": biondi e con gli occhi azzurri come le madri. Il comportamento del SI con le donne, prima che le uccida, fa protendere l'unità verso una donna, per poi capire che si tratta di una coppia: la donna mantiene in salute le donne e accudisce i bambini, l'uomo uccide le donne. Dopo alcune ricerche sui medicinali usati dalla coppia, Rossi capisce che probabilmente usano quei medicinali in quanto sono gli unici già reperibili in casa, così capisce che la donna ha un tumore al seno. Analizzando la vittimologia, Reid scopre che tutti i bambini dati in adozione sono femmine, capiscono quindi che gli SI cercano bambini maschi.Garcia, facendo un controllo incrociato con le donne malate al seno che hanno denunciato un marito violento e stupratore, scopre che la donna ha perso il figlio maschio e di nome Michael, all'ottavo mese. I due SI stanno quindi cercando di "crearsi" un nuovo figlio. Intanto, un'altra ragazza viene rapita e viene costretta ad assistere una precedente vittima - ormai prossima al parto - e a far nascere il bambino. Combinazione, quest'ultimo bambino è maschio e viene chiamato Michael, ma fortunatamente la BAU riesce a intervenire prima che le due donne vengano uccise. Morgan riesce a convincere la donna a cedergli il bambino e lei e il marito vengono arrestati, mentre le due vittime liberate.
Al ritorno in Virginia, Morgan finalmente scopre il perché dello strano comportamento di Hotchner che, per tutta la durata dell'indagine, l'aveva costretto a lavorare più duramente degli altri e a occuparsi di numerose scartoffie. Dall'inizio del caso Foyet, infatti, l'uomo aveva il fiato della politica e del capo Strauss sul collo, fino a quando la donna non ha chiesto le sue dimissioni come capo dell'unità. Per evitare trasferimenti e riorganizzazioni interne e tenere unita la squadra, Hotch aveva pensato di allenare Morgan e promuoverlo a capo supervisore, riuscendo così a evitare movimenti esterni.
Morgan accetta l'incarico ma solo temporaneamente, fino a quando Il Mietitore non verrà catturato.

### Soggetto Ignoto
La coppia Robert e Linda Reimann

### Citazioni
- Il giornalista William D. Tammeus ha scritto: "Se non sai perché un bambino sulla giostra saluta i genitori a ogni giro e perché i suoi genitori gli rispondono sempre, non capisci la natura umana". (Jennifer "JJ" Jareau)

## L'enucleatore
- Titolo originale: The Eyes Have It
- Diretto da: Glenn Kershaw
- Scritto da: Oanh Ly

### Trama
Il team è chiamato a intervenire a Oklahoma City, per aiutare le autorità locali a dare la caccia a un serial killer che dopo aver ucciso le vittime, strappa loro gli occhi dalle orbite e li conserva. Il killer è un ragazzo, un cacciatore e tassidermista, che ha subito di recente la perdita del vecchio padre e la cui madre, morta anni prima in un incidente, soffriva di una malattia degenerativa agli occhi.
Oggi, per la prima volta, la squadra si trova sotto il comando del nuovo incaricato Derek Morgan, che mostrerà grande determinazione e carisma, aggiunte a un pizzico di stress e testardaggine. Dovrà imparare a coordinare tutto e bene, ed all'inizio non sarà affatto semplice.
Al rientro della squadra a Quantico, Garcia, con l'aiuto a distanza di JJ, mostrerà a Derek il suo nuovo ufficio, risistemato proprio da lei.
Nel frattempo l'agente Morgan intrattiene una "relazione" d'amicizia, per il momento, con la sorella di una delle vittime dei crimini di qualche tempo prima, per opera dei tre SI appaltatori.

### Soggetto Ignoto
Il tassidermista Earl Bulford

### Citazioni
- "Se il tuo occhio destro ti fa cadere in peccato, cavalo e gettalo via da te". Matteo (5, 29) (Derek Morgan)
- "Dimora in pace nella casa del tuo spirito e il messaggero della morte non potrà toccarti". Guru Nanak (Derek Morgan)

## La musica del sangue
- Titolo originale: The Performer
- Diretto da: John Badham
- Scritto da: Holly Harold

### Trama
Il BAU è chiamato a Los Angeles per investigare su una serie di omicidi che conducono a una rockstar del movimento dark, Dante, (a causa delle scritte con il sangue ritrovate sulle braccia delle vittime, "The liar", titolo del nuovo album del cantante) che sembra essersi persa nell'inquietante alter ego che rappresenta quando è sul palco: quello del vampiro. Il profilo del musicista è pero incongruente con quello del serial killer: infatti in realtà l'SI è una donna, probabilmente schizofrenica, un'amica di una delle vittime, ossessionata dal cantante e dal sangue che beve, e che viene spinta a uccidere proprio dal manager di "Dante".
La squadra interverrà giusto in tempo per salvare JJ, che sarebbe stata altrimenti l'ultima vittima, che era andata a interrogare proprio Gina a casa sua ed era stata colpita alla testa.

### Soggetto Ignoto
La fan Gina King, istigata dall'agente Ray Campion

### Citazioni
- "Nelle pagine più oscure del soprannaturale maligno, non c'è una tradizione più terribile di quella del vampiro, un paria persino tra i demoni". Montague Summers (Dott. Spencer Reid)
- Cyril Connolly ha detto: "Meglio scrivere per se stessi e non avere pubblico, che scrivere per il pubblico e non avere se stessi". (Emily Prentiss)

## Caccia alla volpe
- Titolo originale: Outfoxed
- Diretto da: John Gallagher
- Scritto da: Simon Mirren

### Trama
Mentre indaga su una serie di massacri di intere famiglie a Hampton, Virginia, il team è costretto a visitare la Red Onion State Prison, per chiedere consiglio a uno dei più atroci killer che ha incontrato in passato, chiamato "La Volpe". Alla fine l'assassino è una ragazza rimasta orfana in una guerra che cerca di far rivivere a famiglie ciò che ha vissuto lei da piccola. Alla fine dell'episodio la volpe consegna a Hotch un messaggio molto importante.

### Soggetto Ignoto
La rifugiata Miranda Dracar

### Citazioni
- "Gli uomini di solito evitano di attribuire intelligenza ad altri individui, a meno che non siano dei nemici". Albert Einstein (Derek Morgan)

## 100
- Titolo originale: 100
- Diretto da: Edward Allen Bernero
- Scritto da: Bo Crese

### Trama
Hotchner confida nel resto del team, che include Morgan, Garcia, Rossi, Prentiss, Reid e JJ per la caccia al "mietitore" Foyet prima che raggiunga la sua famiglia. Il titolo è dovuto al fatto che questa è la centesima puntata della serie. La squadra riesce a trovare il mietitore grazie a dei farmaci rintracciabili, ma il killer gli sfugge ancora, inganna Haley per farla allontanare da tutti e la porta nella vecchia casa sua e di Hotch insieme al figlio. Hotchner non riesce a fermare Foyet prima che uccida la moglie, ma lo ammazza quando questo lo attacca. Fortunatamente il bambino rimane illeso.
- Curiosità. Bo Crese è uno pseudonimo usato come omaggio alla serie in onore del centesimo episodio. È un acronimo formato dalle prime lettere di ogni sceneggiatore che ha contribuito alla scrittura ovvero: Breen Frazier, Oanh Ly, Chris Mundy, Rick Dunkle, Erica Messer, Simon Mirren ed Edward Allen Bernero

### Soggetto Ignoto
George Foyet

### Citazioni
- "Chi lotta contro i mostri deve fare attenzione a non diventare lui stesso un mostro. Se guarderai a lungo in un abisso, anche l'abisso vorrà guardare dentro di te". Friedrich Nietzsche (Aaron Hotchner)
- Il poeta Haniel Long ha detto: "Molti dei lati migliori di noi sono legati al nostro amore per la famiglia, che resta la misura della nostra solidità perché misura il nostro senso di lealtà". (Aaron Hotchner)

## Schiavo del dovere
- Titolo originale: The Slave of Duty
- Diretto da: Charles Haid
- Scritto da: Rick Dunkle

### Trama
Mentre l'agente Hotchner si prende un permesso di assenza dalla BAU dopo il funerale della moglie, il team deve indagare su un caso di invasioni domestiche, in cui il killer proietta le sue fantasie preparando la cena alle sue vittime, tutte donne brune appartenenti all’alta borghesia (probabilmente perché avrebbe dovuto sposarsi con una donna dalle stesse caratteristiche, ma quest’ultima lo tradiva con il testimone di nozze, dopo che il soggetto ignoto aveva già finanziato il tutto) per poi ucciderle. Intanto a Hotch viene proposto un pre-pensionamento per potersi occupare di suo figlio, ma lui rifiuta.

### Soggetto Ignoto
Joe Belser

### Citazioni
- William Gilbert ha scritto: "È l'amore che fa girare il mondo". (Aaron Hotchner)
- "Il posto in cui amiamo è la casa, la casa che i nostri piedi possono lasciare, ma non i nostri cuori". Oliver Wendell Holmes (Aaron Hotchner)
- "Le cicatrici ci ricordano dove siamo stati, non devono determinare dove andremo" (David Rossi)
- "Quello che ci lasciamo dietro e quello che ci aspetta sono niente in confronto a quello che è dentro di noi". Ralph Waldo Emerson (Aaron Hotchner)

## Vendetta incrociata
- Titolo originale: Retaliation
- Diretto da: Félix Alcalá
- Scritto da: Erica Messer

### Trama
La BAU deve ricostruire il passato di un criminale per catturarlo dopo che è scappato dalla detenzione e ha cominciato a uccidere incondizionatamente, ed aveva rapito sua figlia per portarla via dalla ex moglie. Per poter fuggire con il suo complice, organizza un incidente nel quale restano coinvolti un poliziotto, che viene poi ucciso, e l’agente Prentiss, che riporterà alcune lesioni. La squadra dovrà ricostruire il passato del criminale soprattutto per riuscire a individuare il complice che lo aiuta e lo scopo per cui sta agendo in questo modo. 
Alla fine si scopre che il complice, stava aiutando l’uomo poiché teneva in ostaggio la sua famiglia, e se lo avesse aiutato a completare la sua missione, allora non avrebbe ucciso la moglie ed i due figli piccoli.
Morgan con un colpo di pistola, uccide il soggetto ignoto, il quale altrimenti avrebbe ucciso il complice, una volta che erano stati rintracciati dalla polizia. Fortunatamente viene scovato il luogo dove la moglie ed i due bambini venivano tenuti prigionieri e vengono messi in salvo. 
Nella scena finale, Hotch si congratula con Morgan per il buon lavoro che sta svolgendo sotto il ruolo di capo d’unità, e lo ringrazia per il supporto che gli sta donando.

### Soggetto Ignoto
Il delinquente Dale Schraeder, con la complicità forzata del poliziotto Joe Muller.

### Citazioni
- "È follia per la pecora parlare di pace con il lupo". Thomas Fuller (Schraeder)
- "È tanto più facile ricambiare l'offesa che il beneficio, perché la gratitudine pesa mentre la vendetta reca profitto". Tacito (Emily Prentiss)
- "L'esitazione mette gli ostacoli sul tuo cammino, l'audacia elimina gli ostacoli e batte la paura, la paura crea l'autorità". Le 48 leggi del potere, Robert Greene (Schraeder)
- Washington Irving ha detto: "C'è qualcosa di sacro nelle lacrime, non sono un segno di debolezza, ma di potere. Sono messaggere di dolore travolgente e di amore indescrivibile". (Emily Prentiss)

## Il gioco continua
- Titolo originale: The Uncanny Valley
- Diretto da: Anna J. Foerster
- Scritto da: Breen Frazier

### Trama
Il BAU indaga su una serie di donne che vengono rapite e successivamente ritrovate vestite come bambole e sistemate in pose molto particolari; la squadra scopre quindi che l'SI è una giovane donna, figlia del dott. Malcolm un famoso psichiatra: la donna è una "collezionista" che rimpiazza le vittime con nuove donne simili tra loro, sedandole e rendendole incapaci di muoversi, benché siano ancora coscienti. Il BAU, indagando scopre che il padre è un pedofilo: aveva violentato la figlia da bambina e, per farla tacere e assimilare, le aveva praticato l'elettroshock, scatenando la sua psicosi. Fortunatamente le ultime tre donne vengono salvate e trasportate d’urgenza in ospedale.
Nel frattempo, Hotch combatte per ritornare al lavoro e riprendere il suo ruolo nel team.
Nelle scene finali, Reid, il quale aveva dato un contribuito importante all’indagine, si convince di ritornare a giocare a scacchi, attuando ogni volta nuove spettacolari mosse che avvicinano il pubblico lì presente.
All’inizio della puntata,  aveva fatto chiaro riferimento all’agente Gideon, infatti i due si sfidavano spesso a scacchi, e Reid non era mai riuscito a batterlo, se non proprio pochissime volte. Aveva smesso di giocare da quando l’ormai ex agente si era ritirato dai suoi incarichi.
- Guest star: Jonathan Frakes (Malcolm)

### Soggetto Ignoto
L'inserviente Samantha Malcolm

### Citazioni
- La media è di quaranta mosse a partita e ti dirò, più giocavo, più mi rendevo conto che ogni singola partita, ogni partita di scacchi è a ben vedere soltanto una semplice variazione sullo stesso identico tema perché c'è l'apertura aggressiva, la fase intermedia e l'inevitabile scacco matto e allora ho capito perché il mio amico ha smesso: non ne poteva più di ripetere lo stesso schema aspettandosi un risultato diverso. (Dott. Spencer Reid)
- Mildred Lisette Norman ha scritto: "Tutto quello a cui non puoi rinunciare anche quando ha esaurito la sua funzione ti possiede e in questa era materialistica molti di noi sono posseduti da ciò che possiedono". (Dott. Spencer Reid)
- Isaac Asimov ha scritto: "Nella vita a differenza degli scacchi, il gioco continua, dopo lo scacco matto". (Dott. Spencer Reid)

## Giochi pericolosi
- Titolo originale: Risky Business
- Diretto da: Rob Spera
- Scritto da: Jim Clemente

### Trama
Il BAU indaga su un sorprendente incremento di suicidi tra adolescenti in una piccola città del Wyoming. Il team si fa aiutare dalla loro esperta informatica, Penelope, che scopre che i ragazzi morti navigavano su un sito che istiga i partecipanti a impiccarsi in una sorta di gara tra scuole: chi si strangola e riesce a sopravvivere, vince. Inizialmente arrestano un ragazzo, figlio di un vigile del fuoco. Non riuscendo a stabilire un contatto con lui, Hotchner lo fa interrogare da Penelope che scopre che non è il ragazzo a gestire il sito; dalla storia familiare del giovane, capiscono che il padre soffre di sindrome di Münchhausen per procura: fa in modo di procurare lesioni alle persone in modo poi da poterle salvare. Durante il viaggio di ritorno, JJ confessa a Hotch che aveva preso a cuore il caso perché quando lei aveva solo 11 anni la sorella si suicidò.

### Soggetto Ignoto
Il vigile del fuoco Wilson Summers

### Citazioni
- "La vita è un gioco, giocala. La vita è preziosa, abbine cura". Madre Teresa (Jennifer "JJ" Jareau)
- "L'esperienza è una maestra severa, ma impari. Mio Dio, se impari!" C.S. Lewis (Jennifer "JJ" Jareau)

## La rete dell'inganno
- Titolo originale: Parasite
- Diretto da: Charles S. Carroll
- Scritto da: Oanh Ly

### Trama
Il team del BAU segue il caso di un truffatore narcisista, che sta avendo un declino mentale e i cui schemi sono divenuti così complicati da spingerlo a eliminare le persone coinvolte in essi. Il truffatore attira le donne per arrivare a ottenere i loro soldi, assumendo diverse identità e conducendo vite parallele alle spalle della moglie e del figlioletto. Lo stress nel mantenere in piedi numerose identità lo porta al crollo, sfociando nella violenza. La crisi finale si ha quando scopre che moglie e una delle amanti, incinta di lui, sono venute e conoscenza l'una dell'altra. Disperato e messo alle strette dall'FBI fa in modo di farsi uccidere pur di non dover affrontare la giustizia.
- Guest star: David Eigenberg (Russel Golldman)

### Soggetto Ignoto
Il truffatore William Hodges, che ha 10 identità diverse.

### Citazioni
- "Se io sono quello che ho e perdo quello che ho, allora chi sono?" Erich Fromm (David Rossi)
- "Oh, quale rete ingarbugliata tessiamo quando ci risolviamo a praticare l'inganno". Sir Walter Scott (Emily Prentiss)

## Nemico pubblico
- Titolo originale: Public Enemy
- Diretto da: Nelson McCormick
- Scritto da: Jess Prenter Prosser

### Trama
Il team del BAU è convocato nel Rhode Island per cercare un serial killer a Providence che sta uccidendo vittime a caso in posti altamente visibili come chiese durante la Messa o altri luoghi pubblici, solo per incrementare la paura pubblica. Le vittime sono scelte solo perché bersagli facili in luoghi simbolici o molto frequentati, mentre il panico generato soddisfa la mania di controllo e di potere dell'SI. Dopo l'ennesimo omicidio perpetrato in un affollato mercato dei fiori, il team del BAU capisce che l'SI è ancora sulla scena del crimine e fa circondare la zona, azione che porta all'omicidio di un poliziotto. Indagando, il Bau capisce che l'SI è il gestore di un bar frequentato da poliziotti, che sfoga la sua violenza nei luoghi che gli ricordano il padre, colpevole e condannato per l'omicidio della moglie. L'FBI, con una mossa azzardata, fa dire ai mass media che l'ultima vittima, una donna accoltellata in una biblioteca, è ancora viva, attirando così l'SI allo scoperto, grazie anche alla conferenza stampa indotta dalla moglie di una delle vittime, durante la quale invitava a non aver timore di ritornare nella parrocchia, incentrando così le attenzioni sulle vittime, e riuscendo a catturarlo.
Una volta in prigione, l'SI uccide il padre, la sua ultima vittima.

### Soggetto Ignoto
Il barista Connor O'Brien.

### Citazioni
- "Mostratemi un eroe e scriverò una tragedia". Francis Scott Fitzgerald (David Rossi)
- William Shakespeare ha scritto: "Quando un padre dona al figlio entrambi ridono, quando un figlio dona al padre entrambi piangono". (David Rossi)

## Mosley Lane
- Titolo originale: Mosley Lane
- Diretto da: Matthew Gray Gubler
- Scritto da: Erica Messer e Simon Mirren

### Trama
A seguito del rapimento di una bambina durante un festival invernale, una donna si presenta, sconvolta, all'FBI: crede che il rapimento sia opera della stessa persona che ha rapito suo figlio Charlie otto anni prima. Si scopre che in tutto il nord della Virginia sono stati rapiti dodici bambini con il medesimo modus operandi. Gli SI sono una coppia di anziani aiutata dalla loro innocente prima vittima. I due possiedono un'impresa di pompe funebri e uccidono i bambini cremandoli nei forni. Il team del BAU li scopre, per questo la signora fugge con i tre ragazzini e cerca di far uccidere la bambina (quella rapita all'inizio dell'episodio) dal più grande, che però si ribella e le spara. Intanto il marito si impicca in bagno prima che venga preso in custodia dalla polizia.
- Guest star: Brooke Smith (Barbara Lynch), Beth Grant (Anita Weld Roycewood), Evan Peters (Charlie Hillridge)

### Soggetto Ignoto
La coppia Roger e Anita Weld Roycewood

### Citazioni
- Nietzsche ha scritto: "La speranza è il peggiore dei mali perché prolunga il tormento dell'uomo". (Jennifer "JJ" Jareau)
- Emily Dickinson ha scritto: "La speranza è un essere piumato che si posa sull'anima e canta melodie senza parole e non si ferma mai". (Jennifer "JJ" Jareau)

## Il Re solitario
- Titolo originale: Solitary Man
- Diretto da: Rob Hardy
- Scritto da: Kimberly Ann Harrison e Ryan Gibson

### Trama
In seguito al rapimento di alcune donne, il team del BAU traccia un profilo che porta a presumere che il serial killer sia un camionista. Per cercare di trovarlo cercano un collegamento tra le donne e tra il modo in cui sono morte. L'analisi dei crimini e un nuovo rapimento, portano al profilo di un uomo che ha perso la moglie, con figli, e che è in lotta con il tribunale per evitare che gli vengano portati via. Arrivano a identificare un camionista che ha perso la moglie in un incendio domestico e a cui i servizi sociali hanno sottratto l'unica figlia per darla in affidamento, poiché il tribunale ha dichiarato il padre non idoneo a causa del lavoro, che gli impedirebbe di stare stabilmente con la bambina. L'uomo cerca disperatamente di trovare una donna da sposare che possa crescere sua figlia, rapendo delle giovani che incontra nei suoi viaggi. L'uomo giunge alla casa dove vive la bambina, ma vi trova l'FBI; messo alle strette lascia andare l'ultima donna rapita e si toglie la vita dopo aver detto addio a sua figlia.

### Soggetto Ignoto
Il camionista Wade Hatchett.

### Citazioni
- Tennessee Williams ha detto: "Tutti noi siamo condannati a vita a un solitario confino all'interno della nostra pelle". (Emily Prentiss)
- Christopher Lasch ha detto: "La famiglia è un'oasi in un mondo spietato". (Derek Morgan)

## Fino alla morte
- Titolo originale: The Fight
- Diretto da: Richard Shepard
- Scritto da: Chris Mundy e Edward Allen Bernero

### Trama
La squadra della BAU vola a San Francisco per indagare sugli omicidi di diversi senza tetto e unisce le forze con un gruppo separato di investigatori della BAU che sta lavorando su un caso che pensano sia collegato: infatti ogni anno muoiono tre senza tetto insieme a una coppia padre-figlia. La due squadre capiscono che il criminale costringe i padri a combattere contro i senzatetto fino alla morte, questo perché anche l'SI aveva picchiato a morte una guardia, per evitare che la figlia, dopo il divorzio con la moglie, venisse portata via dai servizi sociali. Opera in questo modo, per convincersi che ogni padre si batterebbe in qualsiasi maniera pur di aver la certezza di portare in salvo la figlia. L'ultima ragazzina presa in ostaggio, temendo per la vita del padre sempre più malconcio a causa dei combattimenti, capisce che il rapitore cerca gratificazione e ripudia davanti a lui il padre. Convince il rapitore a lasciare in vita l'uomo e si fa portare via da lui; dopo un inseguimento, i due team circondano l'uomo e lo uccidono liberando la ragazza.
Sam Cooper, agente speciale supervisore appartenente all'altra squadra della BAU, per poter condurre l'indagine parallela a quella relativa delle morti dei senza tetto, ha disobbedito al capo Strauss, e Hotchner lo ha appoggiato, fortunatamente avendo portato a termine ed a buon fine il tutto, i due non saranno puniti.
L'unione delle due squadre ha dato vita a un "feeling" tra gli agenti, in particolare tra gli agenti Prentiss e Rawson.
- Nota. Questo è l'episodio spin-off della nuova serie Criminal Minds: Suspect Behavior.

### Soggetto Ignoto
Lo sportivo John Vincent Bell

### Citazioni
- Madre Teresa di Calcutta ha detto: "Ho scoperto un paradosso: che se ami finché ti fa male, poi non esiste più dolore, ma solo più amore". (Aaron Hotchner)

## Caccia all'uomo
- Titolo originale: A Rite of Passage
- Diretto da: John Gallagher
- Scritto da: Victor De Jesus

### Trama
La squadra della BAU si dirige a Terlingua, in Texas, per rintracciare un serial killer che uccide gli immigranti clandestini che cercano di entrare negli Stati Uniti. Tutto parte col ritrovamento di tre teste davanti all'ufficio dello sceriffo. Indagando, il team scopre che l'SI è un "cacciatore", ossia un criminale che afferma il proprio potere dando la caccia a uomini deboli: infatti l'esame autoptico svela che le vittime erano tutte o anziane, o affette da una menomazione. Dopo il ritrovamento dello sceriffo, mutilato come aveva minacciato di fare un boss locale della droga, scoprono che l'SI è il vicesceriffo, che aveva ascoltato le esternazioni del boss e ha cercato di far ricadere la colpa degli omicidi su di lui.

### Soggetto Ignoto
Il vicesceriffo Ronald Boyd

### Citazioni
- "Il leone attacca solo quando è affamato, quando è sazio il predatore e la preda vivono pacificamente insieme". Chuck Jones (Emily Prentiss)
- "Molte persone hanno un'idea sbagliata di cosa sia la vera felicità. Non deriva dalla gratificazione personale, ma dalla fedeltà a un degno proposito". Helen Keller (Aaron Hotchner)

## Il male dipinto
- Titolo originale: …A Thousands Words
- Diretto da: Rosemary Rodriguez
- Scritto da: Edward Allen Bernero

### Trama
Un suicida contatta il 911 annunciando il ritrovamento di un corpo in un magazzino, in Florida. Quando gli agenti arrivano sul luogo, trovano il corpo di un uomo completamente tatuato con i nomi e i volti di ragazze scomparse negli ultimi 10 anni. Il team del BAU deve intervenire e scoprire dove si trova l'ultima ragazza rapita, prima che sia troppo tardi. Si scoprirà poi che l'assassino ha un complice: una donna che aspetta un figlio da lui e che voleva proteggere; successivamente la ragazza verrà salvata e la complice morirà di parto.

### Soggetto Ignoto
Robert Matthew Burke, con la complicità della compagna Juliet Monroe

### Citazioni
- Il pittore William Dobell ha detto: "Un vero artista cerca di creare qualcosa che di per sé sia una cosa vivente". (David Rossi)
- Gandhi ha detto: "Ho visto dei bambini superare felicemente gli effetti di un'eredità malvagia, questo è dovuto al fatto che la purezza è una qualità insita nell'anima". (Aaron Hotchner)

## Sindrome abbandonica
- Titolo originale: Exit wounds
- Diretto da: Charles S. Carroll
- Scritto da: Rick Dunkle

### Trama
In questo episodio la squadra del BAU si reca a Franklin, un piccolo paesino di cacciatori e pescatori dell'Alaska, a causa di una serie di omicidi che sembrano essere frutto di un cacciatore, in quanto le vittime vengono brutalmente squartate, mutilate e sottoposte all'asportazione di organi; indagando scoprono che l'SI deve essere nativo del luogo. Penelope Garcia sorprende il serial killer mentre sta uccidendo un uomo e lo mette in fuga. Analizzando la vita delle vittime, il team del BAU scopre che erano tutte in procinto di andarsene definitivamente da Franklin. Al quinto omicidio, il team del BAU scoprirà che l'SI è un adolescente vittima di maltrattamenti da parte del padre e che soffre di sindrome abbandonica. Durante le indagini, era stato inoltre fermato per sospetto un giovane del luogo chiamato Joshua, la quale madre verrà in seguito uccisa dallo stesso SI, che conosce l'aggressore in quanto i due erano molto amici da bambini, fin quando il giovane andò a vivere in una nuova città. Sarà proprio il ritorno di Joshua al paese dove era nato, che scatenerà nell'SI qualcosa, che lo porterà a uccidere.

### Soggetto Ignoto
Lo studente Owen Porter

### Citazioni
- "La natura nei suoi aspetti più abbaglianti o nelle sue parti più spettacolari non è altro che lo sfondo e il teatro della tragedia umana". John Morley (Penelope Garcia)
- Ralph Washington Sockman ha detto: "Non c'è niente di più forte della gentilezza e niente di più gentile della vera forza". (Penelope Garcia)

## Morte online
- Titolo originale: The Internet Is Forever
- Diretto da: Glenn Kershaw
- Scritto da: Breen Frazier

### Trama
La squadra si reca a Boise, nell'Idaho, dove deve tracciare il profilo di un serial killer narcisista che ha scelto internet come terreno di caccia: sui social network seleziona le sue vittime che hanno caratteristiche fisionomiche simili, ovvero sono quasi identiche all'SI e ne trasmette in diretta la morte. Su una scena del crimine Morgan scopre che l'SI, per trasmettere il filmato dell'omicidio del momento, installa una connessione con fibra ottica, portando l'FBI a capire che il killer usa l'espediente di offrire una connessione veloce a potenziali clienti per entrare nelle loro case ed installare delle piccole telecamere. Penelope individua una chatroom risalendo a alcuni iscritti che rivelano che l'SI ha postato la data del prossimo omicidio. Individuano la casa della prossima vittima: è già stata rapita ed è già on line la sua tortura. In un drammatico confronto con Rossi uno dei fermati, un anziano insospettabile, rivela il luogo in cui si trova la donna, permettendo al BAU di liberarla.

### Soggetto Ignoto
Il tecnico Robert Johnson

### Citazioni
- "Il maggior problema della comunicazione è l'illusione che sia avvenuta". George Bernard Shaw (Aaron Hotchner)
- "Internet è la prima cosa che l'umanità abbia costruito che l'umanità stessa non comprende. Il più grande esperimento di anarchia che sia mai stato fatto". Eric Schmidt (David Rossi)

## Il principe delle tenebre
- Titolo originale: Our Darkest Hour
- Diretto da: Edward Allen Bernero
- Scritto da: Erica Messer

### Trama
La squadra della BAU interviene per investigare su un serial killer che agisce durante i frequenti black out nella baia di Los Angeles. Il modus operandi dell'SI è caratterizzato dall'aggredire sempre persone non sole (marito e moglie o una mamma col figlio piccolo) in modo da lasciare sempre una delle due vittime ancora in vita e traumatizzata dagli orrori a cui ha dovuto assistere. Penelope scopre che l'SI ha in realtà già colpito in quasi tutti gli altri Stati e che uno dei detective dell'LAPD che sta indagando sul caso è stato, 26 anni prima, il testimone innocente del primo omicidio; rapisce la figlia del poliziotto e la sorella. Costringe la ragazzina ad assistere alla morte del padre e successivamente la rapisce.
La fine dell'episodio è un cliffhanger e lo svolgimento si concluderà nel primo episodio della sesta stagione.
- Guest star: Tim Curry (Billy Flynn), Robert Davi (Detective Kurzbard), Eric Close (Matt Spicer)

### Soggetto Ignoto
Billy Flynn, anche chiamato "il principe delle tenebre"

### Citazioni
- Lord Alfred Tennyson ha scritto: "E dalle tenebre vennero le mani che si allungarono sulla natura e forgiarono gli uomini". (Derek Morgan)